# 阮黃德

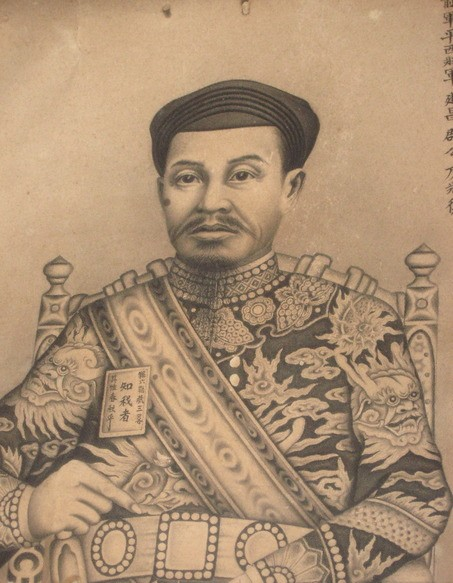
阮黃德

阮黃德（越南语：／；1748年—1819年）越南阮朝初期將領。
阮黃德原名黃奉德，後來接受阮朝嘉隆帝的賜姓，改名阮黃德。他是定祥鎮建興（今隆安省新安市）人。其祖父黃奉珠、父親黃奉良都是阮主麾下的該奇。阮黃德狀貌魁梧、武勇絕倫，被人稱為虎將。最初阮黃德是杜清仁的部下，1781年，杜清仁因功高震主而遭到阮福映的誅殺，但阮黃德仍受阮福映的重用。次年西山軍入侵南圻，阮黃德、陳春澤、阮金品等人，跟隨阮福映逃到了呂阜。西山軍追至鎮定的時候，阮福映派遣阮黃德為先鋒、阮福谷（尊室谷）為中軍，在四岐江迎擊阮惠所率的西山軍。阮惠背水一戰大破阮軍，阮福映騎馬逃跑，馬陷入泥潭之中；幸虧阮黃德揮拳擊馬迫其急走，才救了阮福映性命。又有一次，阮福映在驚恐之中誤將在樹上聚集的眾多白鷺當作了西山軍船隊的帆，阮黃德的仔細辨認，平息了軍心。又有一次阮福映在船上十分困倦，靠著阮黃德的大腿睡著了。阮黃德為阮福映驅趕蚊子而一宿沒有合眼。這些都使阮福映十分感動，認為他是忠臣。
1783年，西山軍攻打阮主於嘉定（今胡志明市），阮福映逃往富國島。阮黃德在戰鬥中被西山軍俘虜。阮惠認為阮黃德是一員勇將，將其收為部將。但阮黃德卻非常不滿，希望回到阮主身邊，有一次甚至在睡夢中大罵阮惠。阮惠認為這是夢話，不追究其罪責，反而厚賞珠寶，希望收買其心。阮黃德仍不為所動。
1785年，阮黃德跟隨阮惠北伐攻滅鄭主，此後被派往乂安。乂安鎮守阮文睿本是阮岳的部將，不喜歡阮惠。在阮黃德的慫恿下，阮文睿以阮黃德為嚮導，率部五千餘人，從山路秘密逃往歸仁。途中，阮黃德偷偷逃離了部隊，經過萬象逃往暹羅。此時阮福映已經率部回到嘉定。暹羅國王拉瑪一世希望留住阮黃德，但阮黃德以死自誓，拉瑪一世只得禮送他到嘉定。阮福映封之為中營監軍欽差掌奇，管中支將士。同年西山軍降將文參與西山軍暗通書信，阮黃德將其擒殺。
1790年，阮黃德遷為管右軍營。掌前軍黎文勾駐守潘里，遭西山軍包圍。阮黃德同武性、阮文張率部救援，擊退了西山軍。1792年，阮軍攻打耐港的時候，阮黃德奉命鎮守婆地，擊破西山軍。次年奉命建造戰船，授欽差掌右軍營平西副將軍，隨阮福會（尊室會）攻打平順，乘勝攻至歸仁，與水軍會合圍城。歸仁朝廷的阮岳被迫派人向富春朝廷求救。富春朝廷的阮光纘派遣吳文楚率軍17000人前來救援，阮軍隨即撤軍。阮黃德奉命駐守富安，後駐守平康。
1794年，西山軍包圍了延慶城（在今慶和省）。阮福映御駕親征擊退了西山軍。但不久西山軍陳光耀再次包圍延慶城，並截斷了平順地區援軍的通路。阮福映以阮黃德為主將、阮文誠為副將前往救援，遭到西山朝司隸黎忠部的阻撓，被迫撤回嘉定。阮福映大怒，革去其官職，令從於阮福會（尊室會）軍中將功贖罪。1796年，授欽差掌右營平西將軍，鎮守延慶。次年阮福映大軍攻打歸仁，阮黃德率部追隨。阮福映進攻廣南，留阮黃德、阮文誠攻打富安的西山軍。1798年，緬甸與暹羅發生戰爭，阮黃德、阮文張率軍支援暹羅，兵至崑崙島的時候緬甸撤軍，於是率軍歸國。阮黃德持國書前往暹羅修好。
1799年，阮黃德跟隨阮福映攻打歸仁，同武性一起，連續攻克柿野、新安橋。歸仁城被攻下之後，阮黃德被派去監督鎮定美湫堡的建造。1800年，西山軍包圍歸仁城，阮福映前去救援，阮黃德屯兵於虬蒙，聽從阮文誠節制。次年阮軍攻打富春（今順化）的時候，阮黃德率兵船鎮守尸耐港。
1802年，歸仁城再次被阮軍攻下，阮黃德被封為郡公，鎮守歸仁。1808年被召回順化，隨後與黎質一起，負責修建廣南至平和的官道。1810年被任命為北城總鎮，在任期間號令嚴明，人皆畏服。他還禮賢下士，將武仲岱、武炯等人收為幕僚。1812年加授欽差掌前軍。1816年代替黎文悅而擔任嘉定總鎮，以鄭懷德為協總鎮。1819年病逝，追贈推忠翊運功臣，特進輔國上將軍、上柱國、太傅郡公，諡忠毅。
1820年，明命帝將阮黃德列祀於中興功臣廟。1824年又將其附祀於阮福映的世廟裡。1831年，追贈佐運功臣，特進壯武將軍、前軍都統府掌府事太傅，改諡昭毅。封號建昌郡公（越南语：／）。
阮黃德與阮文張、阮文仁、黎文悅、張進寶五人，並稱「嘉定五虎將」。
他的两个儿子阮黄算，阮黄成都是嘉隆帝的驸马。